# Kolonia (Siedlec)
Kolonia – południowo-wschodnia część wsi Siedlec w Polsce, położona  w województwie małopolskim, w powiecie krakowskim, w gminie Krzeszowice.
W latach 1975–1998 Kolonia administracyjnie należała do województwa krakowskiego. 